# Pes llançable
El pes llançable és la mesura del pes efectiu de les càrregues dels míssils balístics. Es mesura en quilograms o tones mètriques. El pes llançable és el pes total de les ogives, el vehicle de reentrada, els mecanismes de dispensació autocontinguts, els ajuts a la penetració i sistemes de guia del míssil; és a dir, tots els components tret del coet i el propel·lent.
El pes llançable fou utilitzat com a criteri per classificar els diferents tipus de míssils durant les negociacions pels Acords SALT entre la Unió Soviètica i els Estats Units.